# Demonax includens
Demonax includens là một loài bọ cánh cứng trong họ Cerambycidae.